# Jasenovo (Despotovac)
Jasenovo es un pueblo ubicado en la municipalidad de Despotovac, en el distrito de Pomoravlje, Serbia.

## Superficie
Posee una superficie de 17,63 kilómetros cuadrados.

## Demografía
Hasta 2011 la población era de 959 habitantes, con una densidad de población de 54,41 habitantes por kilómetro cuadrado.